# Joseph Proudman
Joseph Proudman (* 30. Dezember 1888 in Unsworth bei Bury, Lancashire; † 26. Juni 1975) war ein britischer Ozeanograph und angewandter Mathematiker, der sich mit der Theorie der Gezeiten befasste.

## Leben
Proudman studierte ab 1907 mit einem Stipendium an der Universität Liverpool und ab 1910 Mathematik an der Universität Cambridge, wo er in den Tripos (Cambridge) 1912 Wrangler mit Auszeichnung wurde. In Cambridge war er Student von Ernest William Barnes, der ihm Kontakt zu Horace Lamb in Manchester verschaffte, womit seine Beschäftigung mit Hydrodynamik begann. Lamb war es auch, der sein Interesse auf Gezeiten lenkte, indem er ihm ein entsprechendes Forschungsproblem stellte und ihn 1916 zu einem Übersichtsartikel über Gezeiten für die British Association for the Advancement of Science heranzog. Mit finanzieller Unterstützung der Reeder Gebrüder Booth in Liverpool konnte er 1919 ein Institut für Gezeitenforschung (Tidal Institute) in Liverpool gründen, wobei Arthur Doodson sein wichtigster Mitarbeiter wurde. 1913 wurde  er Lecturer und 1919 Professor für Angewandte Mathematik in Liverpool. Im Ersten Weltkrieg konnte er aus Gesundheitsgründen keinen Wehrdienst leisten, war in Liverpool und 1918 in der Forschungsabteilung des Woolwich Arsenal. 1933 wechselte er auf einen Lehrstuhl für Ozeanographie. 1954 ging er in den Ruhestand. 1940 bis 1947 war er Vice-Pro-Chancellor der Universität.
An seinem Institut entwickelten er und Doodson die Methoden für eine weltweite Gezeitenvorhersage. Doodson war dabei schwerpunktmäßig für die numerischen Rechnungen zuständig. 1929 fusionierte sein Institut mit dem Observatorium von Liverpool und trägt heute den Namen Proudman Oceanographic Laboratory. Ab den 1930er Jahren befasste er sich auch mit anderen Fragen der Ozeanographie wie Temperatur, Salzgehalt und Zirkulation der Ozeane. Mit R. J. Daniel organisierte er dafür Messreihen besonders in der Irischen See von Leuchttürmen, Leuchtschiffen und Dampfern aus und ab 1936 mit einem eigenen zum Forschungsschiff umgerüsteten kleinen Fischerboot, der Zephyr. Damit bestimmten sie insbesondere das Ausmaß von Turbulenz und innerer Reibung in Gezeitenströmen. Nach dem Zweiten Weltkrieg erhielt sein Institut ein eigenes Forschungsschiff von der Universität, das er mit der meeresbiologischen Forschungsstation in Port Erin nutzte.
Seine Forschungen über Gezeiten fanden internationale Anerkennung und er war in diesem Zusammenhang in vielen nationalen Gremien in Großbritannien. 1949 war er maßgeblich an der Gründung des National Institute of Oceanography beteiligt.
Nach ihm und Geoffrey Ingram Taylor ist der Satz von Proudman-Taylor benannt über die im Wesentlichen zweidimensionale Natur geostrophischer Flüsse.
1915 wurde er Fellow des Trinity College in Cambridge. 1923 erhielt er für einen Essay über Gezeiten den Adams Prize der Universität Cambridge und er erhielt einen Ehrendoktor (LLD) in Liverpool. Er war Fellow der Royal Society (1925) und CBE (1952). 1946 erhielt er die Alexander Agassiz Medal und 1957 die Hughes Medal der Royal Society. Proudman war Sekretär der International Association of Physical Oceanography und 1951 bis 1954 deren Präsident.  Er war seit 1946 Mitglied der Norwegischen Akademie der Wissenschaften.
Er war seit 1916 mit Rubina Ormrod verheiratet und hatte zwei Söhne und eine Tochter. Nach dem Tod seiner Frau 1958 heiratete er 1961 Beryl Gould.

## Schriften
- Dynamical Oceanography. London: Methuen, New York: Wiley 1953
- mit F. S. Carey: Elements of Mechanics. London: Longmans, Green 1925
- Bibliographie des marées (1910-1927). International Association of Physical Oceanography, Venedig 1929
- Tidal Bibliography. Helsingfors, Frenckellska tryckeri aktiebolaget, Helsingfors 1932 (drei Teile: Publikationen vor 1910 und für 1929/1930)